# Maria Enriquez de Luna
Maria Enriquez de Luna (1474 - 1539) was de vrouw van Giovanni Borgia (Juan Borgia), tweede Hertog van Gandia. Ze was een nicht van koning Ferdinand II van Aragon en koningin Isabella I van Castilië, en daardoor verbonden aan het Huis Trastámara. Ze kreeg met haar man Giovanni twee kinderen. Giovanni Borgia y Enriquez (bekend als Juan Borgia), deze werd later de derde hertog van Gandia en Francisca de Jesus Borja, die een non werd, die zich verbond aan het klooster van Valladolid. Haar zoon Giovanni was de vader van de latere heilig verklaarde Franciscus Borgia. Enkele jaren na het einde van de regeerperiode van Paus Alexander VI probeerde Maria samen met haar tante Isabella van Castilië een aanklacht in te dienen tegen haar schoonbroer Cesare Borgia, wegens de moord op haar man Giovanni.
Maria huwde rond 1488 eerst met Pedro Luis de Borgia, maar omdat deze tijdens de Granada Oorlog vroegtijdig overleed, huwde ze daarna zijn halfbroer Giovanni Borgia in september 1493.

## In fictie
- Borgia (2011-2013), speelt Monica Lopera de rol van Maria Enriquez in 4 afleveringen. In de serie komt ze als levenslustige jonge dame aan het hof van Kardinaal de Borgia om met Giovanni Borgia te trouwen, maar later blijkt het een slecht huwelijk en vlucht ze weer later naar Spanje.